# DeleGate
DeleGate（デリゲート、デレゲートともいう）とは、日本製汎用マルチプロキシサーバのソフトウェアの1つ。1994年に産業技術総合研究所（旧・電子総合研究所）の佐藤豊によって作成され、その後、多くのシステムで使用されてきた。特に1990年代前半のオープンシステム化が始まった直後のヘテロサーバ環境や社内プロキシ環境において重用された。
バージョンを経る毎に、HTTP, FTP, NNTP, SMTP, POP, IMAP, LDAP, Telnet, SOCKS, DNS, TLS, SSHなどの非常に多くのプロトコルに対応するようになり、幾つかのプロトコルにおいてはキャッシュ機能の延長で文字コードの変換機能を利用することもできる。
海外のユーザーもおり、英語によるサイトやメーリングリストも公開されている。
対応OSも多く、WindowsやOS X、各種Unix系OSなどで利用できる。